# Liedje van Hans Andreus
Liedje van Hans Andreus is een kunstwerk in Amsterdam-Centrum. Dichter Hans Andreus schreef meerdere gedichten onder de titel Liedje. Het gedicht bevat in de woorden roekoe- en toedoemeisjes zelf verzonnen woorden.
Het gedicht is in beletterde stoeptegels aangebracht in het straattegelpatroon van het J.W. Siebbeleshof in het centrum van Amsterdam. Onder elke beletterde tegel is een tegel in mozaïekuitvoering te zien. Een pleintje bestaat pas sinds 1988. Alhoewel van recente datum moest bij het aanbrengen van de tegels soms al uitgeweken worden (zie foto).
Het gedichtje luidt:
Alle roekoemeisjes van vanavond
alle toedoemeisjes van vannacht
wat zeggen we daar nu wel van ?
niets
we laten ze maar zitten
maar zitten maar liggen
maar slapen maar dromen
van jajaja
Dit Liedje is afkomstig uit de bundel Muziek voor kijkdieren, uit 1951 (Windroos-reeks deel 12).  

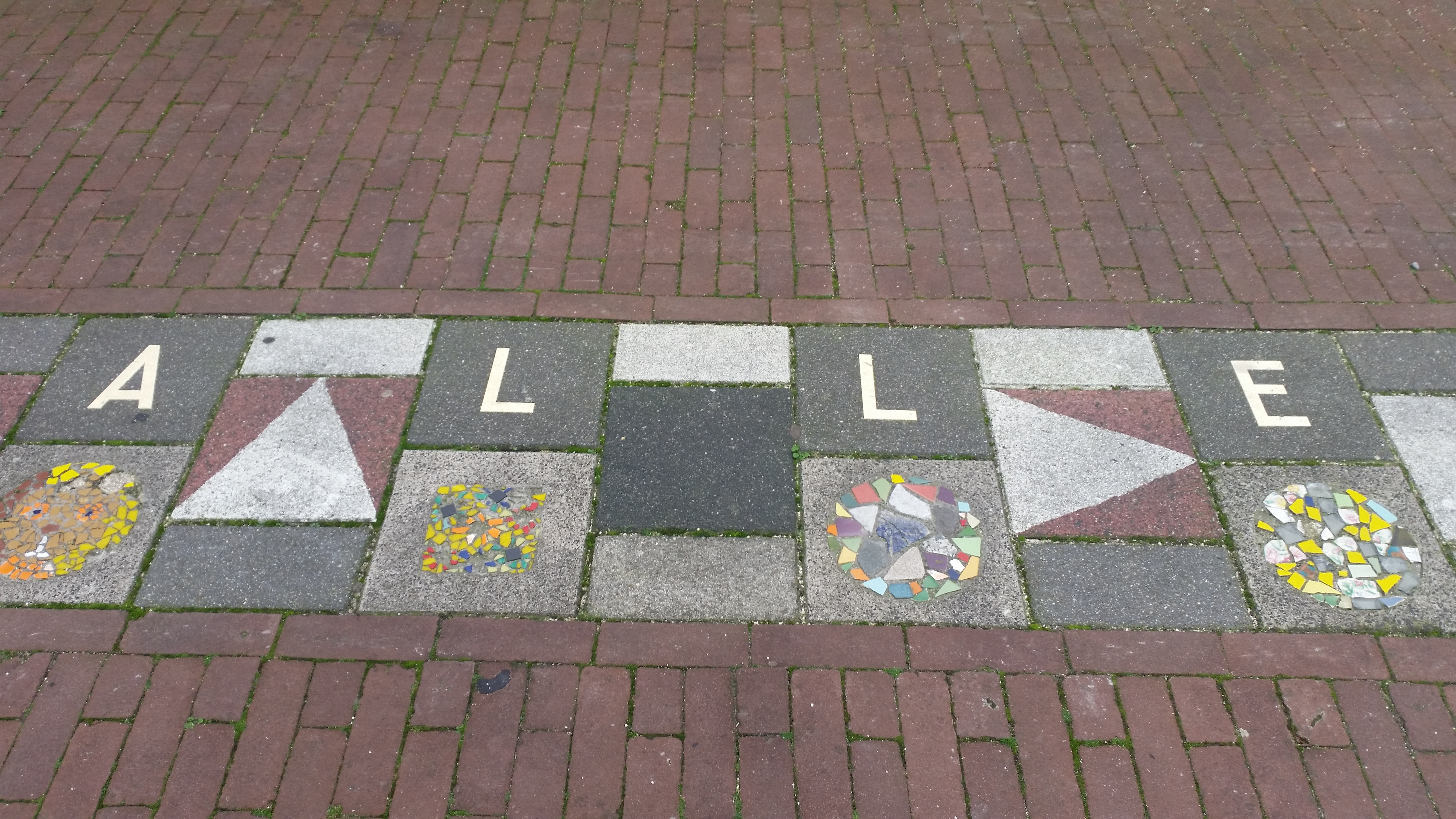
Alle
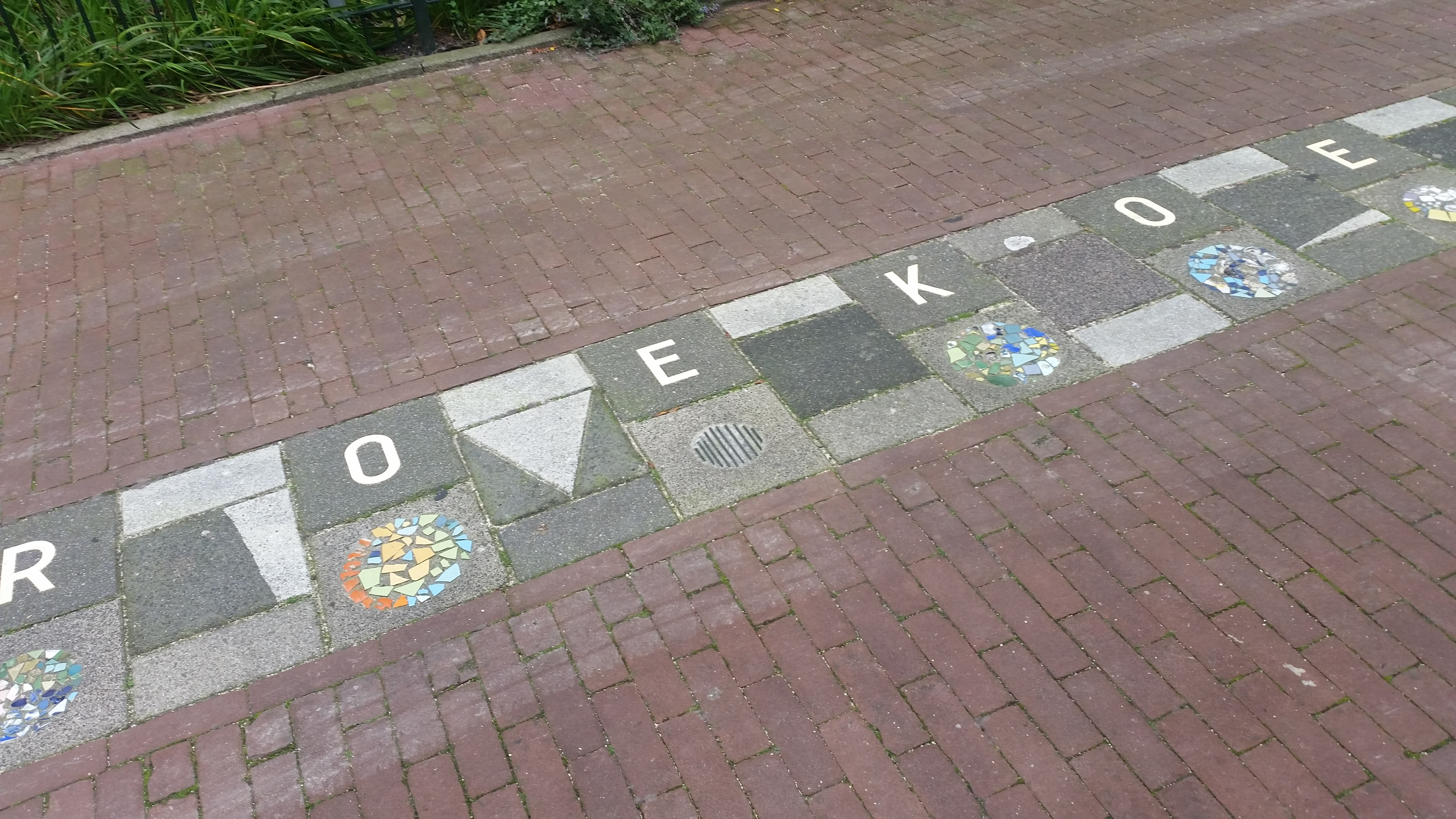
Roekoe
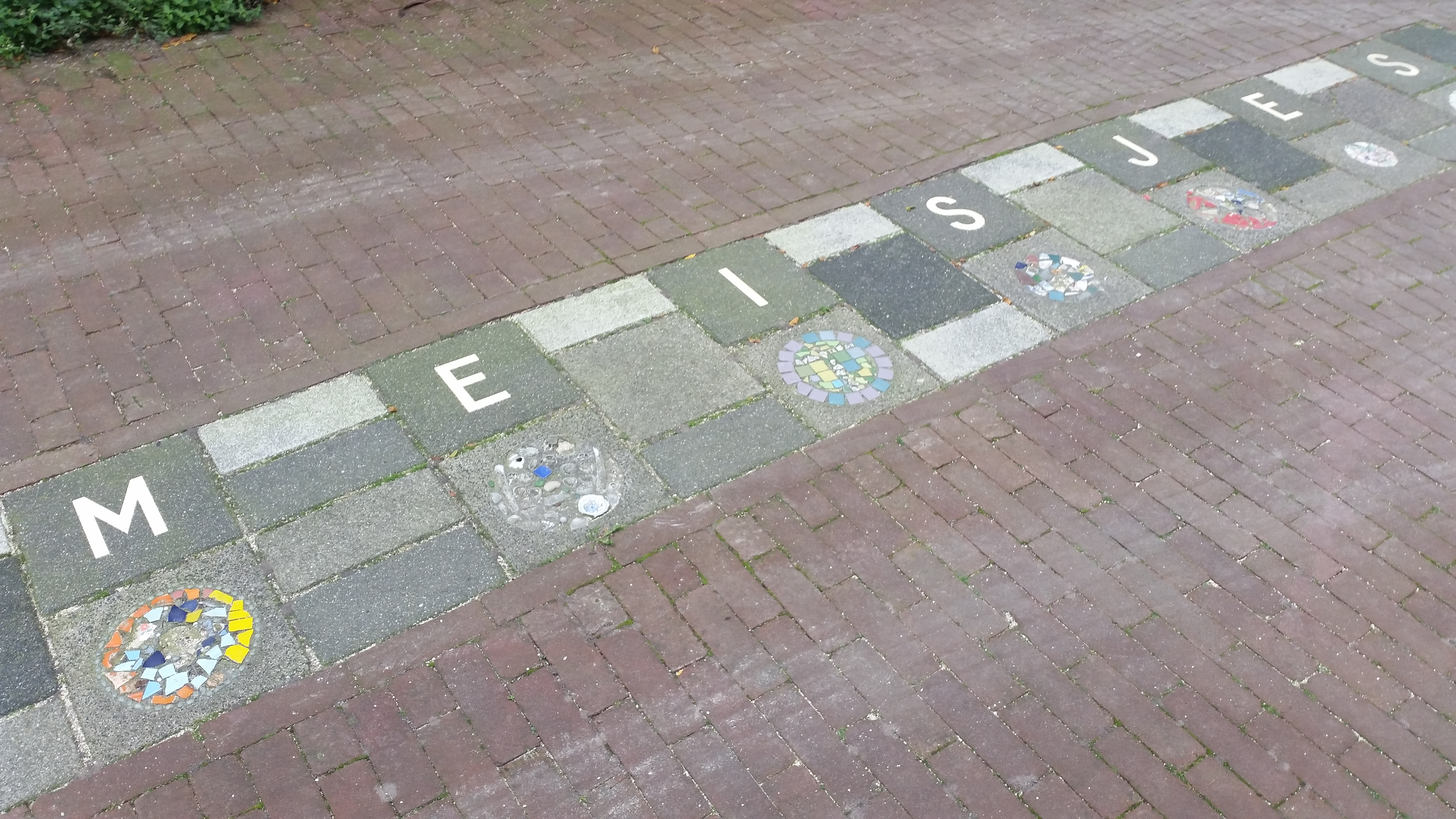
meisjes